# グリップスホルム (客船・初代)

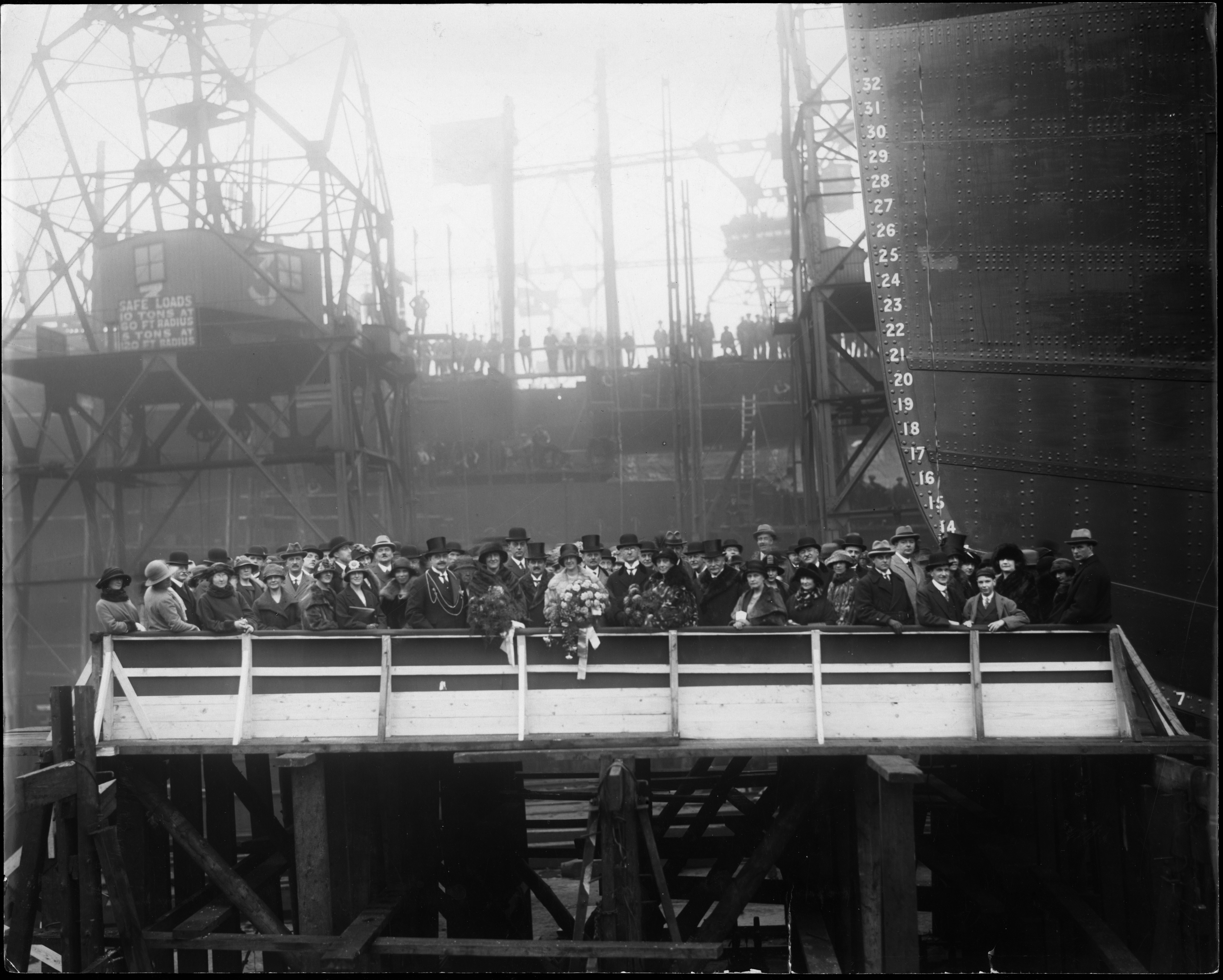
1924

グリップスホルム（M.S.Gripsholm）は、スウェーデンのスウェディッシュ・アメリカ・ラインenが建造し運航していた定期航路用客船。
尚、他にグリップスホルムの名を持つ客船は1957年に竣工した同船社の2代目や、他船社が1996年 - 1997年に運航していた同名船が存在するが、本項ではスウェディッシュ・アメリカ・ライン運航の初代について解説する。

## 概要
1925年にイギリスのアームストロング・ホイットワース社で竣工。
戦後の1949年 - 1950年には船首部延長、煙突を新しいものに交換、客室近代化等の改装を実施。1954年に西ドイツ（当時）の北ドイツ・ロイド汽船（Norddeutscher Lloyd：略称　NDL　en）に売却され、翌1955年に「ベルリン（Berlin）」と改名し北大西洋航路に就航していたが、1966年にイタリアに売却解体された。

## 参考と引用文献
- 海人社『世界の艦船』1991年6月号 No.437
- 海人社『世界の艦船』2007年2月号 No.670 「客船史つれずれ草」（2）竹野弘之 p.109「コンテ・ヴェルデ」Conte Verde
- 出版協同社 『客船・昔と今』1974年 野間恒著

978-4425712915　「第10章　ディーゼル船の台頭」グリップスホルムp.176-180
- NTT出版『豪華客船の文化史』 1993年4月 野間恒著 ISBN 4-87188-210-1